# Lauwe
Lauwe is een dorp in de Belgische provincie West-Vlaanderen en een deelgemeente van de stad Menen. Lauwe was een zelfstandige gemeente tot aan de gemeentelijke herindeling van 1977.  De leuze van de deelgemeente is: Lauwe Leeft.
Lauwe is gelegen aan de rivier de Leie. De plaats is ook bekend om de 21 julifeesten (Nationale feestdag van België) (Summer@Lauwe), inclusief vuurwerk, waar jaarlijks veel volk op afkomt alsook de uitgebreide jaarlijkse kerstmarkt.

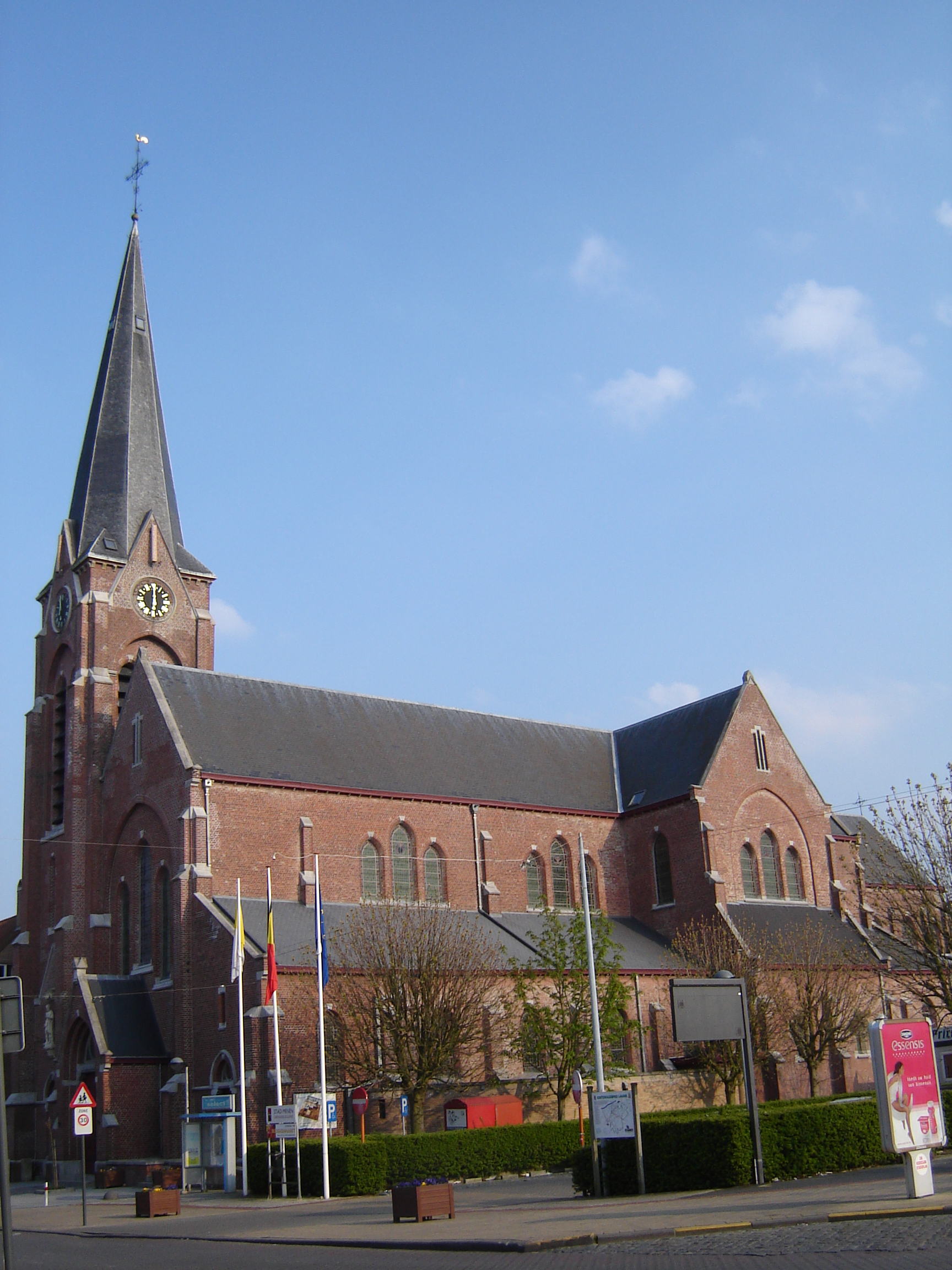
Sint-Bavokerk in Lauwe

## Geschiedenis
In 1917 werden voorwerpen van Gallo-Romeinse oorsprong gevonden, zoals een bijl en een slaghamer in silex. De Dronckaertstraat zou betrekking hebben op een heerweg van Roncq naar Kortrijk en verder.
De naam Lauwe werd mogelijk in een boek van 804 aangetroffen, maar zeker in 1128 als Lauwa en in 1134 als Lauha. Het zou afkomstig kunnen zijn van aleu (lichtend) of in verband staan met Keltische benamingen voor water zoals lova (waterloop) en lavo (meer).
De heilige Aubertus van Kamerijk (Obertus, †668) zou hier zijn gedoopt. Omstreeks 804 zou hier al een gehucht zijn geweest aan een doorwaadbare plaats over de Leie. In 1128 werd gewag gemaakt van de eerste bekende heer van Lauwe, Disderus van Halewijn. Deze was overste van het Sint-Pieterskapittel te Rijsel. Het patronaatsrecht van de kerk behoorde dat kapittel toe. Een romaans kerkgebouw zou omstreeks 1100 zijn gebouwd.
Na de Slag bij Westrozebeke (1382) werden de goederen van de heer van Lauwe verbeurd verklaard. De heerlijkheid kwam in handen van de familie van Ghistelle en omstreeks 1430 door huwelijk in die van de familie van Halewijn. In 1544 kwam het aan Filips III van Croÿ. Severinus de Harchies, heer van Beauchamps kocht in 1642 de dorpsheerlijkheid van Lauwe van Albert de Croy d'Arsenberg. De laatste heer was Juliaan Louis Frans Bidé de la Grandville die tijdens de Franse Revolutie gevangen werd genomen en stierf in 1802.
Tijdens de 19e eeuw groeide de bevolking, mede door de industrialisatie. Tussen 1838 en 1842 werd een spoorlijn aangelegd. In 1834 werd de Leie gekanaliseerd. Een brug naar Wevelgem kwam 1868-1869 tot stand en deze verving een veerdienst. In 1855 kwamen zusters vanuit Heule en betrokken een klooster. Ze leidden een school. In 1977-1978 werden klooster en school grotendeels gesloopt.
Omstreeks 1900 ontwikkelde zich de vlas- en dakpannenindustrie. In 1898 kwam er een jacquardweverij, De Witte-Lietaer genaamd. Oorspronkelijk linnenweverij, werd na 1900 ook katoen verwerkt. Het groeide uit tot een der grootste weverijen van Europa, die vanaf de jaren '50 van de 20e eeuw meubelstoffen en autobekleding ging produceren.
In 1910 werd dakpannenfabriek Lauwberg opgericht, deze werd in 1965 gesloten.

## Demografische ontwikkeling
- Bronnen:NIS, Opm:1831 tot en met 1970=volkstellingen; 1976 = inwoneraantal op 31 december

## Bezienswaardigheden
- De Sint-Bavokerk
- Het voormalig gemeentehuis uit 1929
- Een beschermde kapel met kruisbeeld aan de Dronckaertstraat
- Een burgerhuis uit 1897, aangepast in 1929, in de Larstraat 10 is als monument beschermd
- De historische hoeve "Goed te Boenaerde". De hoeve was vroeger omwald; oude vermeldingen van de site gaan terug tot 1502. Een grote renovatie van de hoeve is gestart in 2020.

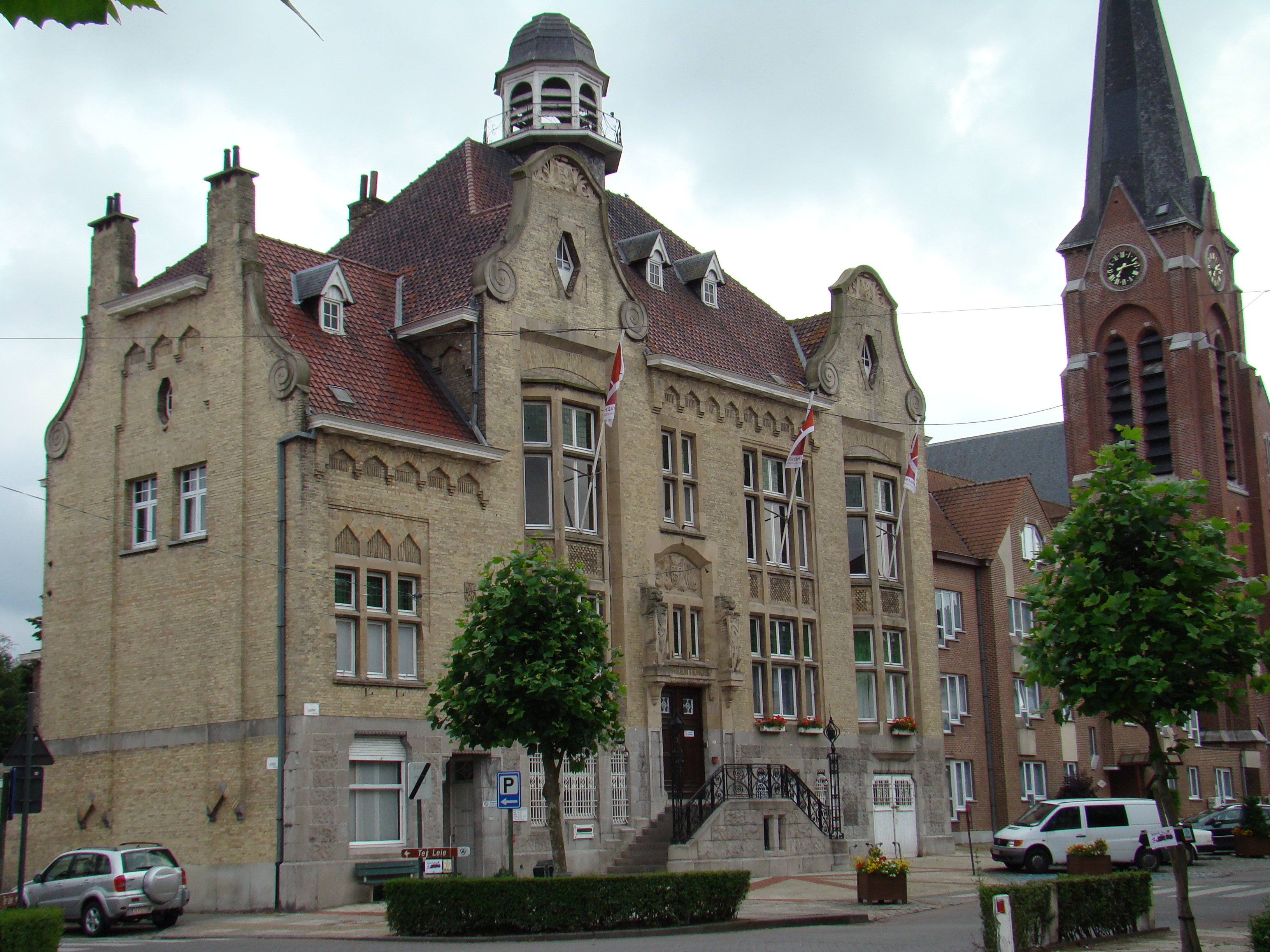
Voormalig gemeentehuis van Lauwe
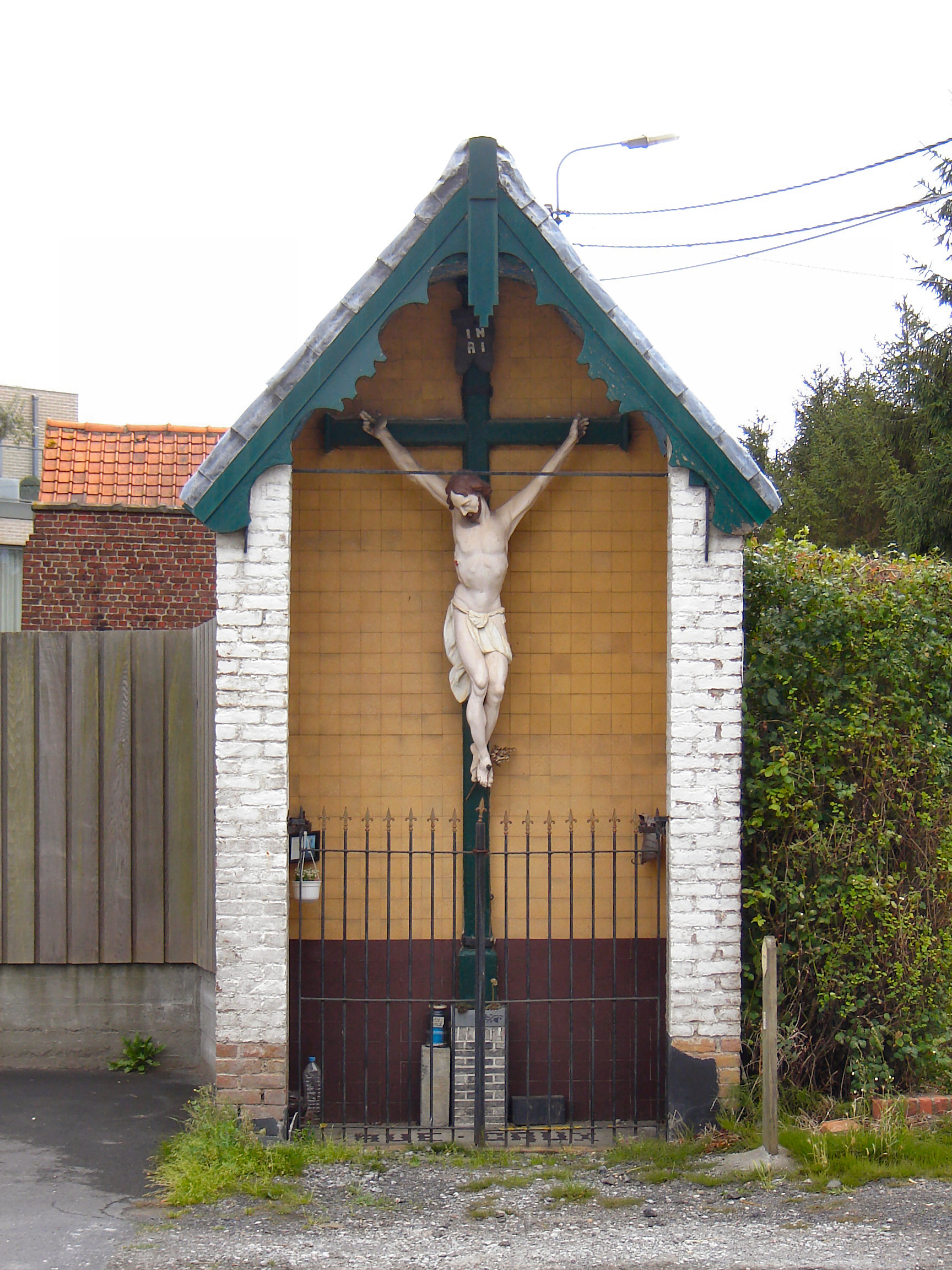
Beschermd kruisbeeld
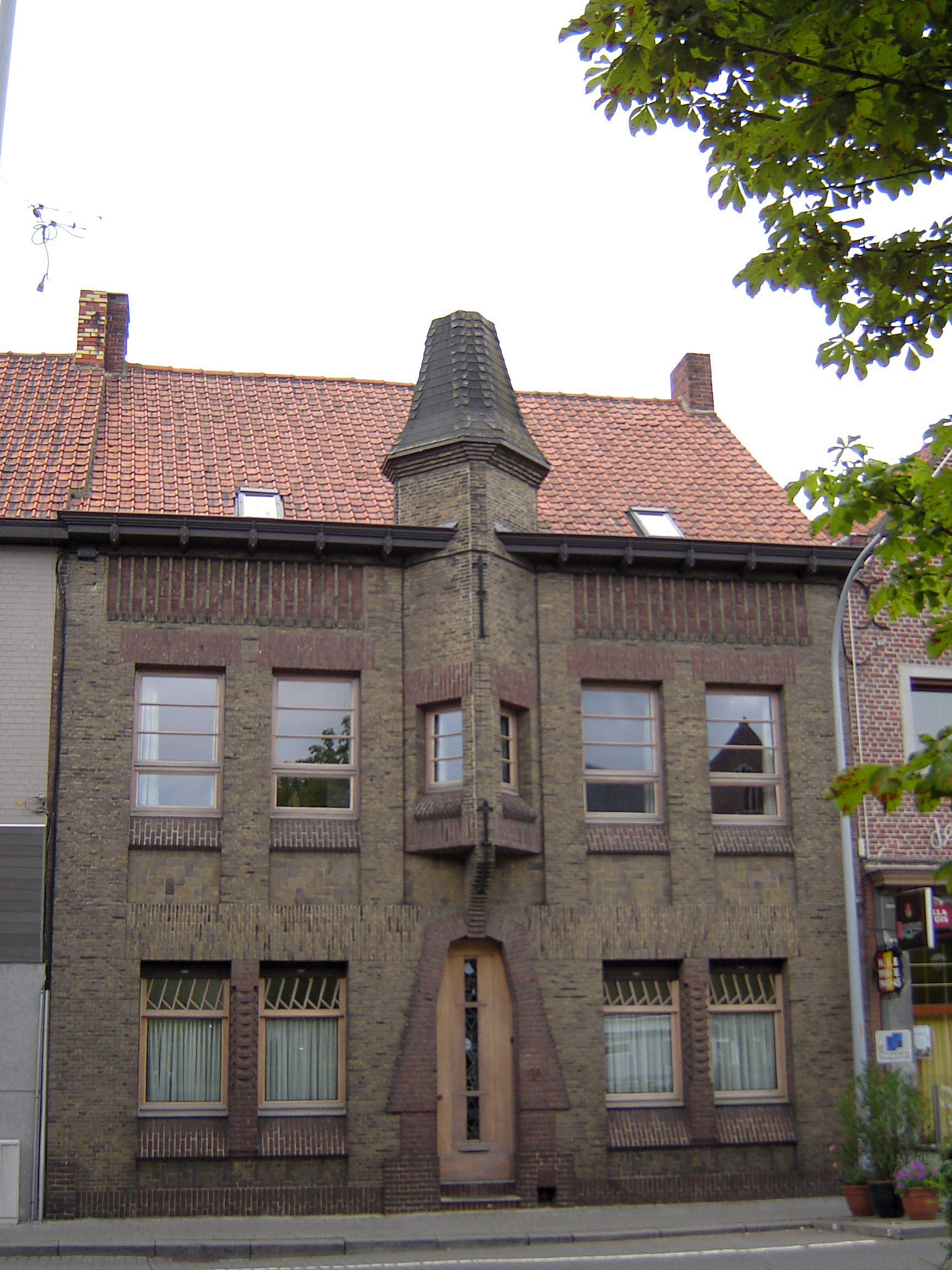
Beschermd burgerhuis
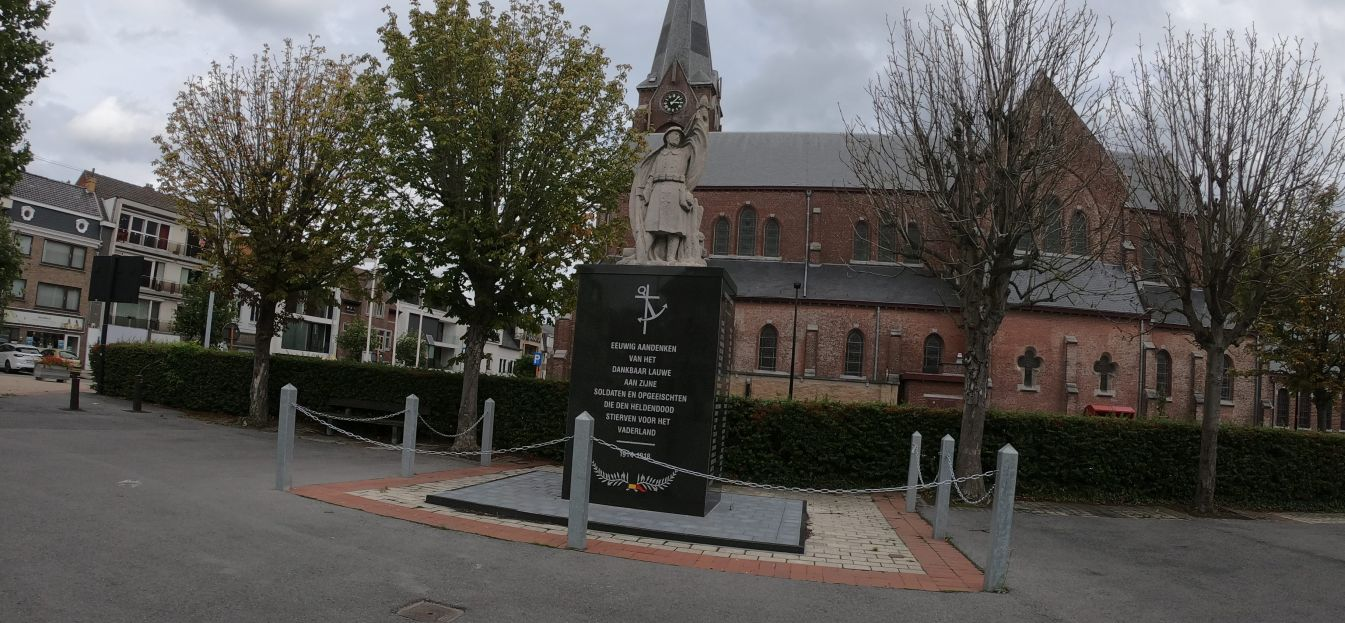
Oorslogsmonument
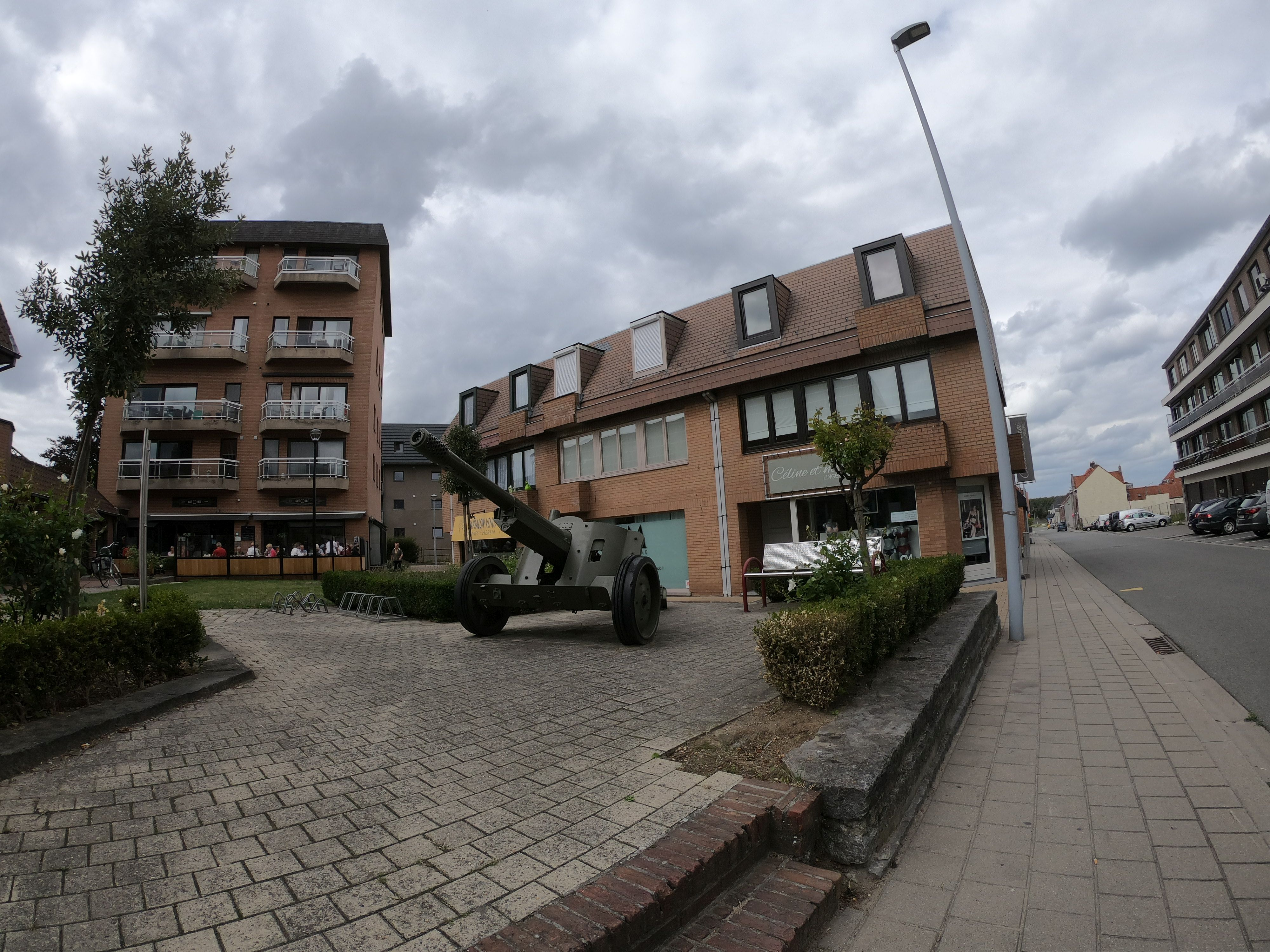
Artillerie kanon
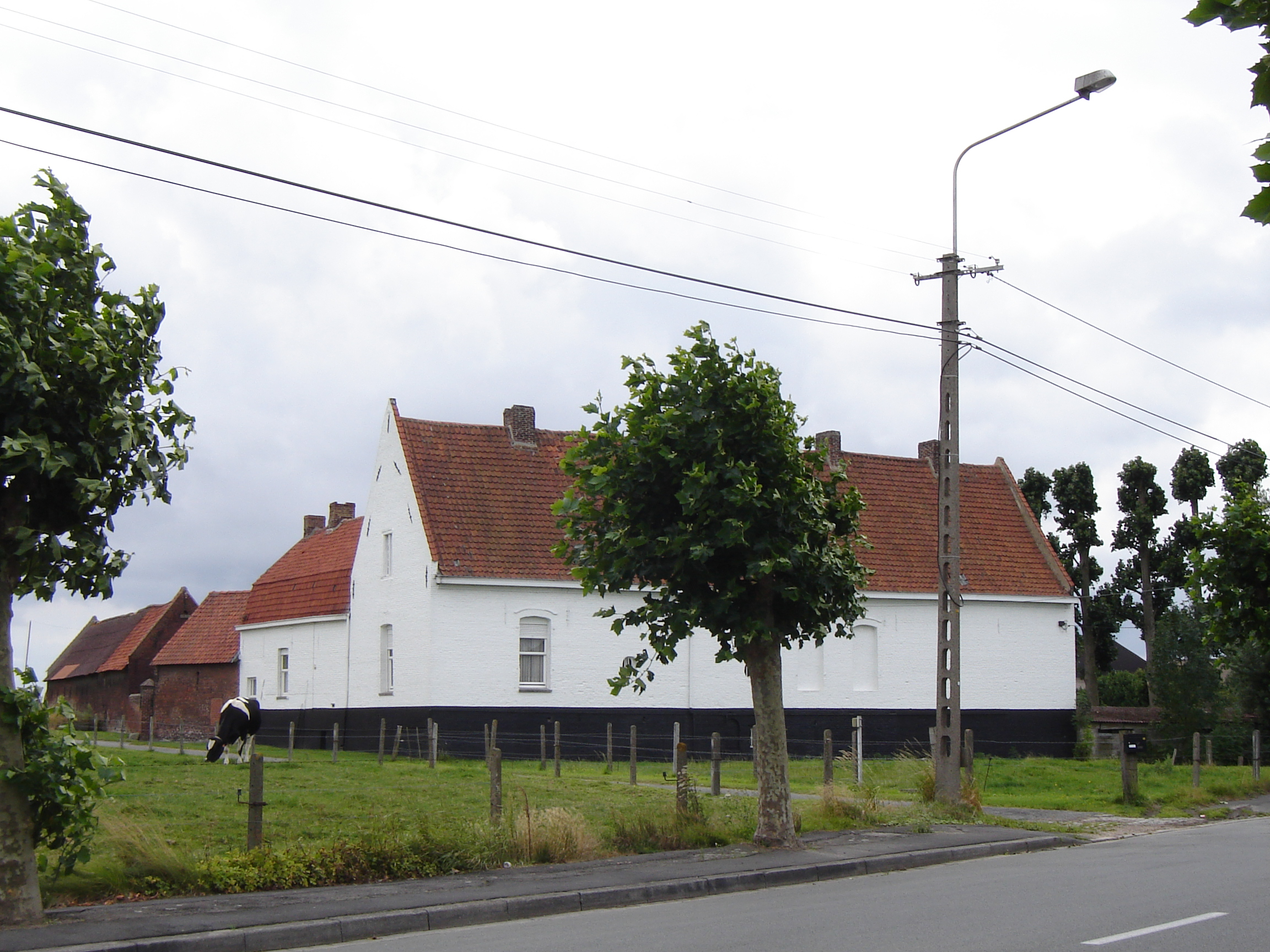
Goed te Boenaerde

## Natuur en landschap
Lauwe ligt in Zandlemig Vlaanderen op een hoogte van 12 tot 45 meter. De plaats ligt aan de Leie. De meeste beken in deze plaats zijn overkluisd of gekanaliseerd. De Knokbeek is nog gedeeltelijk aanwezig.

## Buurgemeenten
Lauwe wordt omgeven door de dorpen Menen, Rekkem (beide in de gemeente Menen), Marke en Aalbeke (beide in Kortrijk) en Wevelgem, dat aan de overkant van de Leie ligt.

## Socio-culturele verenigingen
- Fotoclub Digitaal Zien Lauwe.
- Toneelgroep Albatros Lauwe

## Sport
- Voetbalclub KWS Club Lauwe is aangesloten bij de KBVB en speelde in zijn geschiedenis verscheidene seizoenen in de nationale voetbalreeksen.
- Voetbalclub Racing Club Lauwe is al jaren aangesloten bij de KBVB.
- Tafeltennisclub TTC And Leie Lauwe speelt verscheidene jaren met één of meerdere ploegen in nationale afdelingen.
- Wandelclub "De 12 uren van Lauwe"
- Loopclub "TeamJoost vzw"
- Loopclub RTL "Running Team Lauwe"
- Hondensport "De Trouwe Hond Lauwe"
- Autosport: "Autostal Hemicuda" is aangesloten bij de Vlaamse AutoSportfederatie (VAS), organiseert diverse autosportwedstrijden
- turnclub "de vaste vuist"

## Politiek

#### Burgemeesters
- 1808-1830: Pierre Ignace Capelle
- 1831-1865: Marcellinus Leo Valcke
- 1865-1890: Jules Soete
- 1891-1921: Constant De Brabandere
- 1914-1917: B. Herman (dienstdoend)
- 1917-1921: A. Deltour (dienstdoend)
- 1921-1926: Henri Delcour
- 1927-1944: Camiel Vandeplassche
- 1944-1946: Julien Deblaere (dienstdoend)
- 1947-1952: Antoine Cosyns
- 1953-1953: Rudolphe Verhoeve
- 1964-1976: Stefaan Dousy

## Trivia
- De eerste historische vermelding van het dorp Lauwe kan gedateerd worden vanaf het jaar 804.
- Lauwe wordt vermeld in zanger Willem Vermanderes lied Blanche en Zijn Peird (1972). Boer Blanche en zijn paard doen in het lied hun dagelijkse ronde "tussen Kortrijk en Lauwe." Vermandere is zelf een geboren Lauwenaar. In zijn nummer "Duits kerkhof" zingt hij over een vroegere Duitse militaire begraafplaats in Lauwe.

## Geboren in Lauwe
- Gilbert Bossuyt (1947-2023), politicus
- Ignace Crombé (1956-2022), ondernemer en presentator
- Bernard Lietaer (1942-2019), econoom
- Herman Roelstraete (1925-1985), componist, zanger, organist, pedagoog, dirigent en muziekhistoricus
- André Rosseel (1924-1965), wielrenner
- Tony Sandler (1933), zanger
- Lorenzo Staelens (1964), voetballer en voetbaltrainer
- Stefaan Tanghe (1972), voetballer
- Hein Vanhaezebrouck (1964), voetballer en voetbaltrainer
- Willem Vermandere (1940), kleinkunstenaar, beeldhouwer en schilder

## Nabijgelegen kernen
Wevelgem, Marke, Moeskroen, Rekkem